# N.P. Mols
Niels Pedersen Mols (født 27. marts 1859 i Grumstrup ved Skanderborg, død 25. oktober 1921 i København) var en dansk dyre- og landskabsmaler.
N.P. Mols er søn af Peder Nielsen og Ane Karlsdatter, der var fattige husmandsfolk, og drengen blev allerede i en alder af otte år røgterdreng; lyst og evne til at tegne viste han dog tidlig, og 15 år gammel lykkedes det ham at komme i malerlære hos en mester i Århus, hvor han tillige var elev af den tekniske skole. Efter at have gennemgået denne kom han i 1880 til Kunstakademiet i København og tegnede der i fire år; sit brød tjente han som malersvend og kunne endda sammenspare så meget, at han i 1883 var i stand til at gå ud på sin første studierejse i indlandet; udbyttet deraf var to mindre billeder, En Kurvemager og En Kostald, der kom på juleudstillingen samme år. Siden udstillede han hvert forår på Charlottenborg, og det varede ikke længe, før hans arbejder vakte opmærksomhed; dette gjaldt så vel om hans små landskaber – gråvejrsbilleder, udmærkede ved overordentlig finhed i farvestemningen – som især om hans dyrestykker; i 1888 købte Nationalgalleriet hans store Roeoptagning, hvori to prægtig malede stude dominerede; senere erhvervedes hans Gæslinger til samlingen; som hovedværker kunne desuden nævnes Frysende Kalve ved et Led, En Hoppe og et Føl (Kunstforeningen 1888), Køer i Regn, Heste i Blæst ved en Stranding og Redningsbaaden kjøres ud, hvilket sidste i 1893 indbragte ham Akademiets årsmedalje, der atter tilkendtes ham det følgende år for Regnvejr. Den Neuhausenske Præmie fik han i 1895 for En Billedhugger i sit Værksted., flere gange har han kunnet rejse med offentlig understøttelse, i 1890 således til Italien, og på udenlandske udstillinger er der tildelt ham medaljer, således i Paris, Chicago og Antwerpen. Mols hører til vor tids betydeligste dyremalere så vel i kraft af sin sunde og ejendommelige naturopfattelse og udprægede evne til dyb og sympatetisk karakteristik som ved fremragende formdygtighed og betydelig udvikling som tekniker.

## Værker
N.P. Mols udarbejdede to altertavler. En til Kattrup Kirke i Kattrup Sogn nord for Horsens, hvor hans mor Ane Mols, ligger begravet og en til Bovlund Frimenighedskirke i Sønderjylland. Begge altertavler er malet over temaet: Kommer hid til mig! I begge tilfælde har han benyttet sig af nære familiemedlemmer som modeller.
På Kattrup kirkegård har N. P. Mols lavet et indtagende monument for sin mor. Det står lidt syd for kirketårnet på kirken. Det er udført i bronze, og man ser hans mor i relief. Se venligst i værket Danmark Kirker under Kattrup. Værket har i nyere tid været stjålet, men ihærdige Kattrupborgere har erstattet originalen med en kopi. I øvrigt har kunstneren lavet flere indtagende oliebilleder af moderen, mens hun som enke boede i det, der senere blev til Kattrup Brugsforening, der nu er nedlagt. Huset findes endnu!